# Terapia del lenguaje
La terapia del lenguaje, fonoaudiología o logopedia es una disciplina profesional que está relacionada con las ciencias de la salud, la psicología y la lingüística aplicada. Se ocupa de la prevención, la evaluación, diagnóstico y la intervención de los trastornos de la comunicación humana, manifestados a través de patologías y alteraciones en la voz, el habla, el lenguaje (oral, escrito y gestual), la audición, masticación, deglución y las funciones orofaciales, tanto en población infantil como adulta.

## Definición

### Etimología
El término logopedia proviene de los términos griegos λογος logos 'palabra' y παιδεια paideia 'educación [de niños]' que podrían traducirse como educación de la palabra.
El término fonoaudiología es más común en América del Sur, y se refiere a la palabra griega φωνή phōnḗ 'voz, sonido' y la palabra latina audīre [en griego también se encuentra αὐδή audḗ 'relato hablado, sonido, grito' de la misma raíz]. También se puede denominar logofoniatría en algunos países de Sudamérica.

### Concepto
En general, la función de los terapeutas del lenguaje es detectar, identificar, evaluar y aplicar la intervención, así como servicios de consulta, orientación, y seguimiento, a personas de todas las edades con, o en riesgo de sufrir alteraciones del habla, la voz, el lenguaje, la comunicación, la deglución, la audición u otros trastornos relacionados.

### Denominaciones
La disciplina recibe diversos nombres alrededor del mundo:
- En la mayoría de los países de Suramérica es conocida como fonoaudiología.
- En México, Costa Rica y Venezuela: Terapia del Lenguaje.
- En España e Italia es conocida como Logopedia. También así en Cuba y República Dominicana.
- En los países de habla inglesa como «Terapia del lenguaje/habla» (Speech therapy) o «Patología del lenguaje» (Speech-Language Pathology).
- En francés como «Ortofonía» (orthophonie) en Francia y Canadá, y «Logopedia» (logopédie) en Suiza y Bélgica.

La fonoaudiología engloba a dos ámbitos de trabajo, por un lado a la logopedia en sentido restringido (o terapia del lenguaje) y por el otro a la audiología.
Como se ha mencionado, en la mayor parte de Europa se emplea el término logopeda, salvo excepciones como Francia y Luxemburgo. En Reino Unido, al igual que en el resto de países anglohablantes (países anglosajones), se emplea el término terapeuta del habla y del lenguaje. En casi toda la América Latina se utiliza el término fonoaudiología (engloba dos profesiones: por un lado, logopedia y, por otro, audiología).
- Argentina: Fonoaudiología
- Alemania: Logopäde/in
- Australia: Speech pathologist
- Austria: Diplomierter/e Logopäde/in
- Bélgica: Logopède/Logopedist
- Brasil: Fonoaudiólogo
- Canadá: Speech-language pathologist; Audiologist
- Chile: Fonoaudiólogo/a
- Chipre: Logopathologos/ Logotherapeftis
- Colombia: Fonoaudiología/ Fonoaudiólogo/a
- Costa Rica: Terapia del lenguaje/ Terapeuta del lenguaje
- Dinamarca: Talepædagog / Logopæd / Audiologopæd
- Ecuador: Fonoaudiología-Audiología / Terapia de Lenguaje
- España: Logopedia
- Estados Unidos: Speech-language pathologist/Audiologist
- Estonia: Logopeed
- Finlandia: Puheterapeutti
- Francia: Orthophoniste
- Grecia: Logopedikos/ Logopathologos / Logotherapeftis
- Holanda: Logopedist
- Italia: Logopedista
- Luxemburgo: Orthophoniste
- Nueva Zelanda: Speech and language therapist
- Portugal: Terapeuta da fala
- Reino Unido: Speech and language therapist
- República checa: Logoped
- Suecia: Logoped
- México: Licenciados en Comunicación Humana/Terapeuta en Comunicación Humana

En España, la logopedia es, por el momento, una disciplina autónoma y una profesión en plena evolución, por lo que tanto sus contenidos como sus roles profesionales están sometidos a revisión y a modificación constante.

## Funciones y competencias profesionales

### Ámbitos de actuación
El logopeda ejerce su actividad individualmente o integrando equipos multiprofesionales, tanto en el ámbito público como privado. El ejercicio de la logopedia se desarrolla dentro de los siguientes ámbitos de actuación profesional:
- Ámbito sanitario. Hospitales, centros de salud, centros de rehabilitación, centros audio protésicos, centros privados, servicios neonatales, unidades de cuidados intensivos, centros de salud mental, centros sociosanitarios, hospitales de día, centros de atención temprana, centros de larga estancia, unidades de comatosos, servicios neurológicos, otorrinolaringológicos, etc. Los logopedas prestan servicios clínicos que incluyen lo siguiente: prevención, proyección, valoración/evaluación, consulta, tratamiento, intervención, gestión, asesoramiento, colaboración, documentación, remisión.
- Ámbito socio-asistencial. El logopeda interviene en atención temprana, centros de educación infantil y colegios, centros de apoyo y configuración de la competencia de empleo, centros en tercera edad, centros de día, asociaciones, atención domiciliaria, juzgados, residencias geriátricas.
- Otros ámbitos. Cadenas de radio, televisión, medios de comunicación, profesionales de la voz, cantantes, instituciones penitenciarias, instituciones del estado, instalaciones de investigación, etc.

### Trastornos en los que interviene el logopeda

#### Trastornos del desarrollo del lenguaje
- Trastornos específicos del desarrollo del lenguaje en los que se produce un retraso o una anomalía en este desarrollo sin causa explicativa sensorial, motora, intelectual, emocional o neurológica:
  - Retraso del lenguaje
  - Retraso fonológico
  - Trastorno específico del lenguaje
  - Trastorno fonológico (dislalia fonológica)
  - Trastorno fonético (dislalia fonética)

- Trastornos en los que el desarrollo del lenguaje se ve retrasado o alterado por falta de estimulación o condiciones ambientales adversas:
  - Trastornos del lenguaje por privación social
  - Dificultades del lenguaje y el habla asociadas a contextos multiculturales y plurilingüismo

- Trastornos en los que el desarrollo se ve retrasado o alterado por déficit cognitivos graves:
  - Trastornos del lenguaje en discapacidad intelectual
  - Trastornos del lenguaje y la comunicación en autismo y trastornos generalizados del desarrollo

- Trastornos en los que el desarrollo del lenguaje se ve alterado o impedido por déficit sensoriales:
  - Hipoacusias y sorderas prelocutivas y postlocutivas
  - Alteraciones de la audición y el lenguaje en implantes cocleares
  - Dificultades del lenguaje en deficientes visuales
  - Alteraciones del lenguaje en sordoceguera

- Trastornos en los que el desarrollo del lenguaje se ve alterado por déficit motores de origen neurológico:
  - Trastornos del lenguaje en la parálisis cerebral

- Trastornos en que se ve retrasado o alterado el aprendizaje de la lectura y escritura:
  - Dislexia
  - Disgrafía
  - Retraso lector
  - Discalculia

#### Trastornos adquiridos del lenguaje por lesión neurológica
- Afasias
- Disfasias
- Afasia infantil adquirida
- Disartrias
- Dislexias adquiridas
- Agrafias y disgrafías adquiridas
- Amusias

#### Trastornos asociados a procesos degenerativos
- Deterioro de la comunicación por envejecimiento
- Deterioro del lenguaje y la comunicación en trastornos neuro-degenerativos e infecciosos y demencias,
- Presbiacusia

#### Trastorno del habla con implicación emocional
- Tartamudez y otros trastornos de la fluidez del habla.

#### Trastornos de la voz y la resonancia
- Disfonía orgánicas y funcionales
- Trastornos de la resonancia
- Alteraciones de las cualidades de la voz
- Laringectomías totales, parciales y reconstructivas

#### Trastornos estructurales de las funciones orofaciales verbales y no verbales
- Trastornos orofaciales reconstructivos y otras tumoraciones orofaciales
- Trastornos de la articulación por alteraciones estructurales de los órganos del habla (disglosias)
- Trastornos de la comunicación no verbal (gestualidad facial)
- Alteraciones de las funciones orales no verbales: hábitos de deglución, disfagia, trastornos tubáricos y otros trastornos funcionales

#### Trastornos ligados a problemas mentales o conductuales
- Alteraciones del lenguaje y la comunicación en enfermedades mentales
- Mutismo e inhibición del lenguaje

### Áreas de la comunicación

#### Área de audiología
- Prevención.
- Detección y evaluación.
- Medición.
- Equipamiento protésico de toda disminución en la audición.
- Diagnóstico topográfico de la hipoacusia.
- Audiología laboral y legal, y medición de ruido laboral.
- Advierte con fundamentos sobre los peligros que provoca la exposición descontrolada al ruido.

#### Área de lenguaje infantil
- TEL (trastorno específico del lenguaje).
- TAL (trastornos asociados al lenguaje; ej: trastornos generalizados del desarrollo, TDAH el Trastorno por Déficit de Atención/Hiperactividad, RM, etc.)

#### Área de lenguaje adulto oneurogénico
- Afasias
- Apraxias de todo tipo y grado (del habla, oral, fonatoria, constructiva, etc.).
- Disartrias de todo tipo y grado
- Demencias (Alzheimer, Parkinson...)
- Traumatismo encéfalo-craneano
- Deterioro cognitivo
- Envejecimiento típico

#### Área de voz
- Todo el abanico de las disfonías
- Pacientes laringectomizados
- Optimización de la voz en uso profesional.
- Educación vocal
- Entrenamiento vocal

#### Área de habla y deglución
- Trastornos de los sonidos del habla
- Disfagia
- Deglución atípica
- Deglución adaptada
- Respiración bucal

## Titulaciones

### Fonoaudiología y otras disciplinas
En algunos países, la fonoaudiología está adscrita a las Facultades de ciencias de la salud o la medicina, en otras está asociada a las facultades de psicología, odontología, ciencias de la rehabilitación, ciencias de la comunicación o incluso ciencias humanas.
En Latinoamérica, la fonoaudiología es reconocida como disciplina autónoma en Argentina, Brasil, Chile, Colombia y Paraguay. En Brasil existe una amplia gama de posgrados en esta área, también en Chile existen programas de postgrado surgidos por convenios con universidades de fuera del país.

### Maestro especialista en audición y lenguaje
En España, un maestro de audición y lenguaje, es una persona con estudios sobre desarrollo del lenguaje cuya titulación se recoge en el R.D.1440/1991, de 30 de agosto (B.O.E. 11-10-91), es un especialista dedicado a promover y desarrollar la prevención de los problemas de lenguaje, a la potenciación de las capacidades comunicativo-lingüísticas y a la solución de problemas específicos de lenguaje y comunicación en un centro educativo. Sus funciones son variadas:
- Por un lado, atiende directamente a los alumnos que presenten dificultades en el desarrollo del lenguaje y/o la comunicación, y proporciona tratamiento o reeducación en los posibles trastornos que aparecen en esta área.
- Por otro lado, ofrece apoyo y orientación al resto de docentes a la hora de realizar las adaptaciones curriculares oportunas, para poder ofrecer así una respuesta educativa ajustada a las necesidades educativas especiales de cada alumno.

El Logopeda trabaja en centros sanitarios, como los Hospitales o clínicas. Los Logopedas valoran, diagnostican y establecen la intervención necesaria. El maestro de audición y lenguaje trabajará en el colegio, siguiendo las directrices del Equipo de Orientación.

## Asociación Internacional
La asociación o sociedad más antigua y más importante es la IALP (International Association of Logopedics and Phoniatrics) que reúne a 64 sociedades de 45 países y a más de 400 miembros individuales de 54 países de África, Asia, Australia, Norte y Sur América y de Europa. La IALP fue fundada en 1924 con su primer Congreso y hasta ahora ha celebrado 30 Congresos, el último en 2016 en Dublín.

## Revistas especializadas
Revistas especializadas en la publicación de trabajos de investigación sobre lenguaje, comunicación, voz o audición. Entre ellas, se pueden citar las siguientes:
- Child Language Teaching and Therapy
- Dysphagia. An International Multidisciplinary Journal Devoted to Swallowing and its Disorders
- Folia Phoniatrica et Logopaedica
- International Journal of Language and Communication Disorders
- Journal of Autism and Developmental Disorders
- Journal of Communication Disorders
- Journal of Deaf Studies and Deaf Education
- Journal of Fluency Disorders
- Journal of Learning Disabilities
- Journal of Speech, Language and Hearing Research
- Journal of Voice
- Language, Speech and Hearing Services in Schools
- Revista de Logopedia, Foniatría y Audiología
- Revista de Neurología
- Revista Española de Salud Pública
- Topics in Language Disorders

## Evolución de la comunicación durante el primer año de vida
Desde el nacimiento comienza la primera etapa de la comunicación, llamada prelingüística, es decir, todo lo previo al lenguaje hablado. Los niños pequeños reciben una gran parte de estímulos lingüísticos, comunicativos desde muy temprano, entre los 6 meses y el primer año, los niños van interiorizando el sistema fonológico de su entorno, aprenden a centrarse en las distinciones fonológicas típica de la lengua de sus cuidadores o padres y empiezan a ignorar distinciones fonéticas finas que no están presenten en las lenguas que oyen. Estos hechos pudieron ser demostrados en la segunda mitad del siglo XX, aun entre bebés que no hablaban todavía, viendo sus reacciones indirectas a estímulos sonoros presente en la voz humana.
Durante los primeros meses, el llanto desempeña un papel fundamental en la comunicación de los bebés, aunque esta conducta es instintiva y no aprendida. Posteriormente el llanto va adquiriendo variaciones para cada necesidad. La madre o las personas cuidan al niño empiezan a comprender lo que desea su bebé en un momento determinado, por asociación de contexto. Ya distingue cuando ese llanto manifiesta dolor, hambre, sueño u otra molestia. Luego de la comunicación a través del llanto, aparece la etapa del juego vocálico o balbuceo. Esto es cuando alrededor de los dos meses surge la repetición incesante y aparentemente sin sentido de sonidos vocálicos primero (a-a-o-e-e) y luego de sonidos guturales (g-g-g.). El bebé repite en forma continua un sonido y poco a poco incluye otro nuevo y los combina. Así es como paulatinamente va generando nuevos sonidos. En este momento, el niño es capaz de responder a las incitaciones de la madre cuando es estimulado con los mismos sonidos que él es capaz de producir. Este juego vocal se produce en momentos de tranquilidad fisiológica, es decir cuando no hay estímulos externos que llamen su atención y cuando sus necesidades estén satisfechas. En niños cuyos padres son sordos y usan la lengua de señas se aprecia gestos con las manos, que son similares a un balbuceo gestualizado.
Hacia los cinco meses, comienza la segunda etapa del juego vocal, donde el bebe no solo repite por placer, sino que entran en juego otros elementos importantes que son los estímulos auditivos que le llegan del exterior y que le permiten incluir nuevos sonidos. Así desde el segundo semestre de vida, hay una actividad vocal semana a semana más diversa. Las posibilidades de emisión son cada vez más variadas y amplias. Incluso en esta ejercitación que hace con los sonidos que ha seleccionado y propios de su lengua materna, a través de la estimulación brindada por el medio que lo rodea, no es raro que aparezcan semejanzas con ciertos vocablos, y es allí cuando su familia quizá suponga escuchar un “mama” o un “papa”, cuando en realidad el niño solo ha formado casualmente esas combinaciones sonoras, por el solo hecho de entregarse al ejercicio de producir sonidos; pero nada de todo ello constituye todavía lenguaje verdadero.
El niño recién empieza a conceder significado a determinados sonidos emitidos llegando al año de edad. Es durante este segundo semestre de vida que ira incorporando la comprensión de palabras relacionadas con sus actividades cotidianas, como por ejemplo: su mama, la alimentación, el sueño, el juego; o sea que todo esta indudablemente ligado a lo que constituyen sus intereses. Esta comprensión, le permitirá interiorizar estos significados como forma de transición hacia el habla propiamente dicha; es la asimilación de un sonido determinado que se vincula a una situación constante; así aprende a usar múltiples palabras que ha oído siempre de boca de los adultos y en idénticas situaciones (acá esta papá, vamos a hacer noni, esta es la mamadera, etc.). Esto es solo el comienzo, ya que han de pasar algunos meses hasta que el niño se haga entender satisfactoriamente a través de la palabra hablada, y mucho más hasta que pueda usar el lenguaje en su plenitud.
Típicamente los niños empiezan a articular mensajes de una palabra entre los 12 y los 18 meses, aunque la mayor parte de niños pequeños es capaz de reconocer su nombre meses antes de empezar a articular otras palabras. Entre los 12 y los 24 meses hay una explosión de adquisición léxica, los niños aprenden palabras de objetos y palabras asociadas a contextos y las producen espontáneamente. Raramente producen mensajes de más de dos palabras antes de los 24 meses. El léxico se va adquiriendo a medida que va aumentando la necesidad de expresarse en contextos concretos.

## Representaciones en la ficción
En la película El discurso del rey de Tom Hooper se ve cómo el rey Jorge VI necesita ayuda para que sea menos visible su tartamudez.
El milagro de Anna Sullivan (The miracle worker), un clásico de Arthur Penn (1962) se basa en un hecho real, en el que la institutriz Anna Sullivan se encarga de enseñar a una niña sordo-ciega de nacimiento a comunicarse y descubrir el mundo.
El pequeño salvaje (L'Enfant sauvage, 1970) de François Truffaut, es una película francesa, inspirada en la historia de Víctor de Aveyron, niño que en 1790 fue encontrado en los bosques de Francia, cerca de Toulouse, donde aparentemente había pasado toda su niñez (su edad no fue conocida, pero los habitantes del lugar calcularon que tenía 12 años). La película se desarrolla alrededor del año 1800 en Francia y se basa en la biografía de Víctor de Aveyron, tal como fue recogida por el médico Dr. Jean Itard.